# Dansaire alanegre
El dansaire alanegre (Saltator atripennis) és un ocell de la família dels tràupid (Thraupidae).

## Hàbitat i distribució
Habita boscos, pastures i arbusts dels Andes de Colòmbia i oest de l'Equador.